# Yuki Inoue
Yuki Inoue (井上 雄幾 Inoue Yuki?, nacido el 31 de octubre de 1977 en Kanagawa) es un exfutbolista japonés. Jugaba de defensa y su último club fue el Tonan Maebashi de Japón.

## Trayectoria

### Clubes
| Club                 | País  | Año         |
| -------------------- | ----- | ----------- |
| Yokohama Flügels     | Japón | 1996 - 1998 |
| JEF United Ichihara  | Japón | 1999 - 2001 |
| Sagawa Express Tokyo | Japón | 2001        |
| Montedio Yamagata    | Japón | 2002 - 2004 |
| Ventforet Kofu       | Japón | 2005 - 2008 |
| Tochigi SC           | Japón | 2009        |
| Blaublitz Akita      | Japón | 2009 - 2010 |
| Tonan Maebashi       | Japón | 2011        |

## Palmarés

### Títulos nacionales
| Título             | Club             | País  | Año  |
| ------------------ | ---------------- | ----- | ---- |
| Copa del Emperador | Yokohama Flügels | Japón | 1998 |